# نادي ماترسبرغ
نادي ماترسبرغ (بالألمانية: Sportvereinigung Mattersburg )‏ هو فريق كرة قدم من مدينة Mattersburg ‏ في النمسا، أُسس بتاريخ 10 يونيو 1922، يلعب في بوندسليغا النمسا لكرة القدم، في Pappelstadion ‏.

## وصلات خارجية
- صفحة بيانات نادي ماترسبرغ على موقع كووورة، تاريخ الوصول: 22 سبتمبر 2018.
- الموقع الرسمي